# Leptolejeunea
Leptolejeunea là một chi rêu trong họ Lejeuneaceae.